# Bruno Giuranna

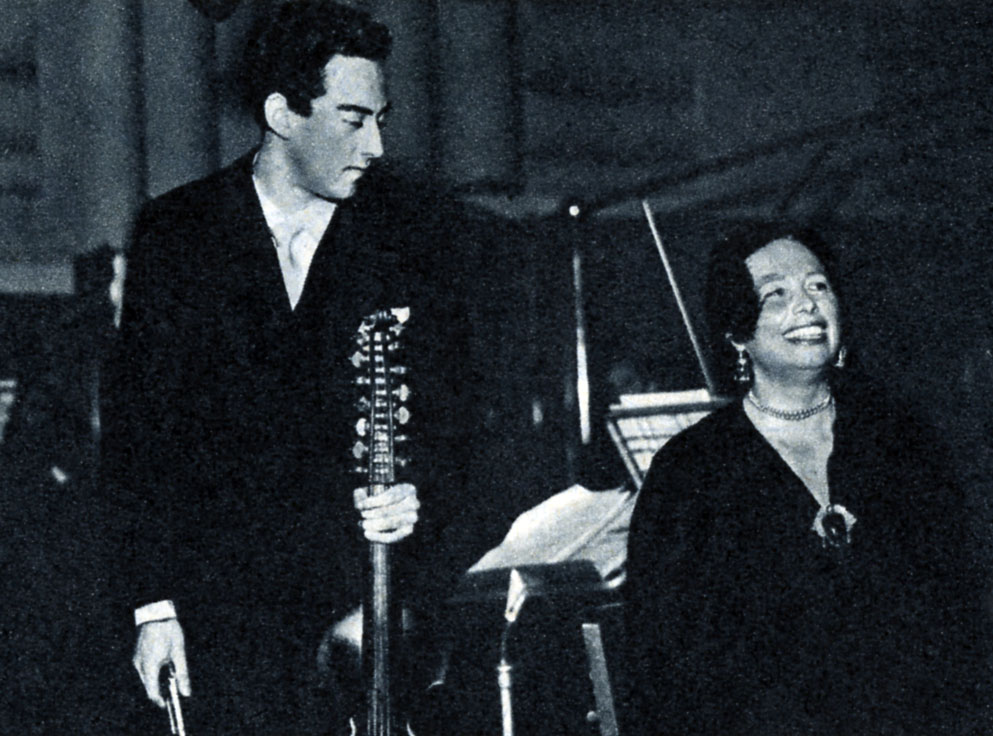
El viola Bruno Giuranna junto a la pianista Ornella Santoliquido en un concierto (1955)

Bruno Giuranna (Milán, 6 de abril de 1933) es un violista, director de orquesta y profesor de música italiano.

## Biografía
Comenzó su carrera como viola solista en 1954 cuando tocó en el estreno mundial del Concierto para Viola y Orquesta de Federico Ghedini, dirigido por Herbert von Karajan. Desde entonces, ha actuado con grandes orquestas como la Orquesta Filarmónica de Berlín, la Orquesta Real del Concertgebouw y La Scala de Milán, bajo la dirección de músicos como Claudio Abbado, Carlo Maria Giulini, John Barbirolli, Riccardo Muti y Sergiu Celibidache. 
Profesor de la Hochschule für Musik de Berlín y catedrático internacional de la Royal Academy of Music de Londres (1995-96), Giuranna es ahora Profesor Invitado de viola en la Universidad de Limerick. Ha ofrecido clases magistrales por todo el mundo y suele ser un invitado habitual del Festival Marlboro de Vermont. Entre 1983 y 1992, Bruno Giuranna ha sido director artístico de la Orquesta de Cámara de Padova y del Festival Internacional de Música de Cámara de Asolo, en Italia.